# João Pessoa
João Pessoa kikötőváros Brazília keleti részén, az Atlanti-óceán partján, a Paraíba do Norte folyó torkolatánál. Paraíba állam székhelye, és az állam legnagyobb népességű városa. Lakosainak száma 833 932 fő (2022).. Recife városától kb. 100 km-re északra fekszik.
A nevét az állam 1930-ban meggyilkolt kormányzójáról, João Pessoa Cavalcanti de Albuquerque-ről kapta.
Egyetemi város és kedvelt nyaralóhely. Számos, kókuszpálmával szegélyezett strandja van. A Tambaú-strand Dél-Amerika legkeletibb pontját, a Branco-fok szikláit veszi körbe.
Legfőbb iparágak: textilipar, műanyag-, papírgyártás.
Tengerpartja Brazília és a kontinentális Dél-Amerika legkeletebbre fekvő pontja.

## Története
João Pessoát 1585. augusztus 5-én, a portugál telepesek és az őslakosok között megkötött békeszerződés ünneplése alatt alapították.
A területen franciák laktak, akik szövetségben álltak a potiguara őslakos törzzsel. A tabajarák a potiguarák riválisai voltak, a portugálok pedig velük szövetségre lépve kiűzték a franciákat Paraíba területéről, és meghódították azt. A terület megszerzése után felépítették São Tiago és São Felipe erődöket, valamint munkásokat hoztak Nossa Senhora das Neves városának felépítésére. A felépült város, mely hivatalosan egy, a João Tavares portugál erődparancsnok és a tabajara főnök, Piragibe által aláírt egyezség által jött létre, Brazília harmadikként megalapított városa lett. A város nevének jelentése, "miasszonyunk, a havak asszonya", a nevét a város az alapításának napjához tartozó szentről kapta.

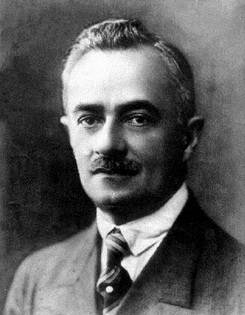
João Pessoa Cavalcanti de Albuquerque, a város névadója

 Az első  építmények a Sanhauá-folyó partjain álltak.

1588-ban a várost átkeresztelték a "Miasszonyunk, a havak asszonya Philipeiája" névre, I. Fülöp király (a Spanyol Birodalomban II. Fülöp) tiszteletére, aki egyesítette  a spanyol és portugál trónokat.

1634-ben a város cukorból szerzett vagyona miatt, és a környező terület cukorkészlete miatt a Holland Királyság elfoglalta a várost, és azt átnevezték Frederikstadra. A város Új-Hollandia egyik legjelentősebb városa lett, és a holland uralom alatt virágzott a gazdaság a cukortermelésnek köszönhetően. Új-Hollandia hanyatlása, és a hollandok kivonulása után, a város visszakerült portugál kézre és 1654-ben megkapta a Parahyba do Norte nevet.

A város jelenlegi nevét 1930-ban kapta, João Pessoa Cavalcanti de Albuquerque emlékére, aki Paraíba korábbi kormányzója, valamint alelnökjelölt volt, és ezen év július 26-án lett gyilkosság áldozata.

## Népesség
A település népességének változása:
| Lakosok száma | 723 515 | 801 718 | 817 511 | 825 796 | 833 932 |
|               | 2000    | 2016    | 2020    | 2021    | 2022    |

## Sport

### Stadionok
- José Américo de Almeida Filho stadion
- Leonardo Vinagre da Silveira stadion

### Labdarúgás
A város legjelentősebb csapatai a Botafogo, a CS Paraíbano, illetve az Auto Esporte. Itt fontos megjegyezni, hogy ez a Botafogo nem azonos azzal a Botafogóval, amely az egyik legjelentősebb klub Brazíliában.

### Amerikai futball
João Pessoa Espectros

## Híres João Pessoaiak
- Júnior, labdarúgó
- Douglas Santos, labdarúgó
- Otávio, labdarúgó
- Matheus Cunha, labdarúgó

## Testvérvárosok
- Hartford, Connecticut, Egyesült Államok
- Pompano Beach, Florida, Egyesült Államok

## Galéria

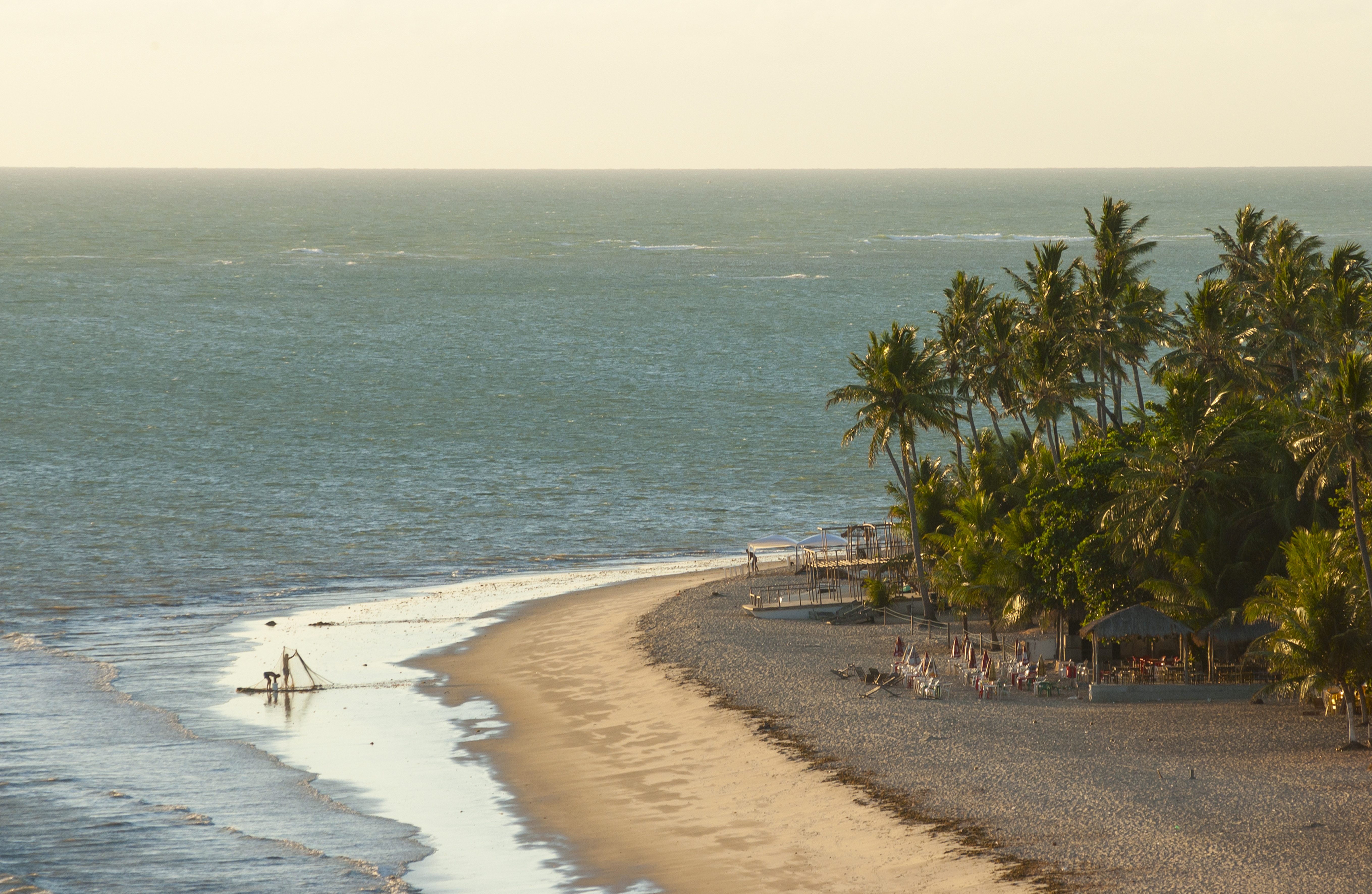
Ponta do Seixas, az amerikai kontinens legkeletibb pontja
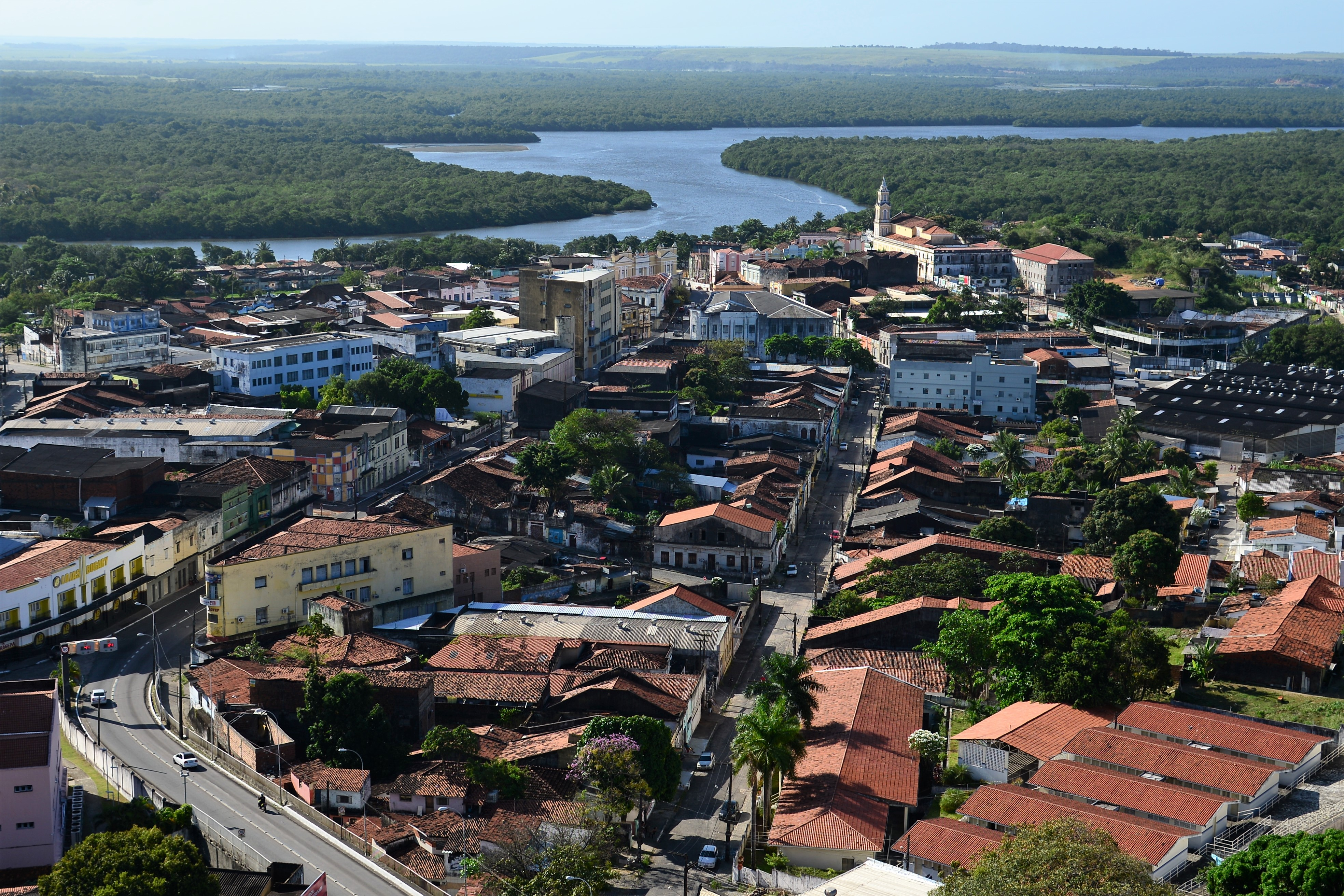
João Pessoa történelmi központja és a Sanhauá-folyó
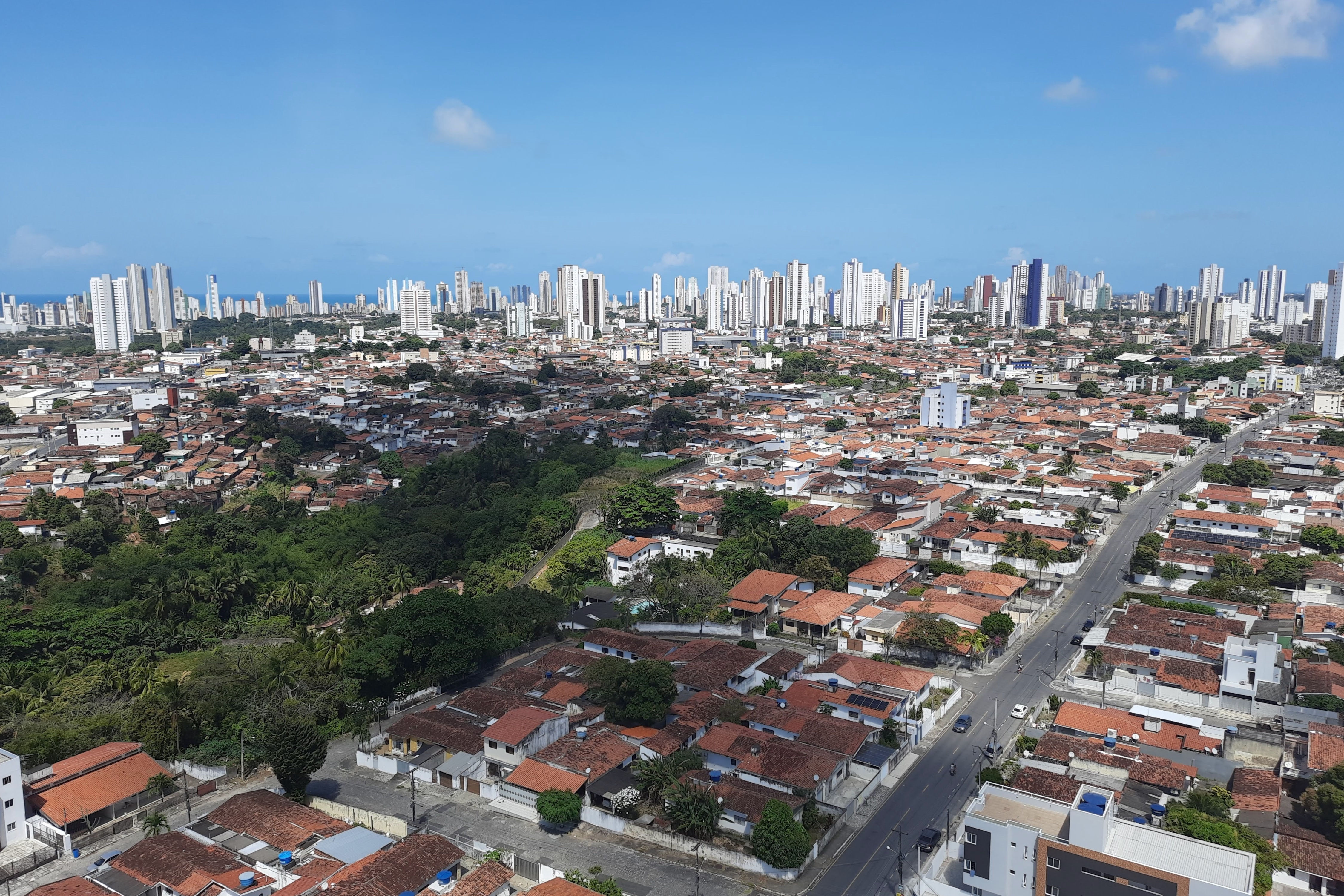
Kép a város egy részéről
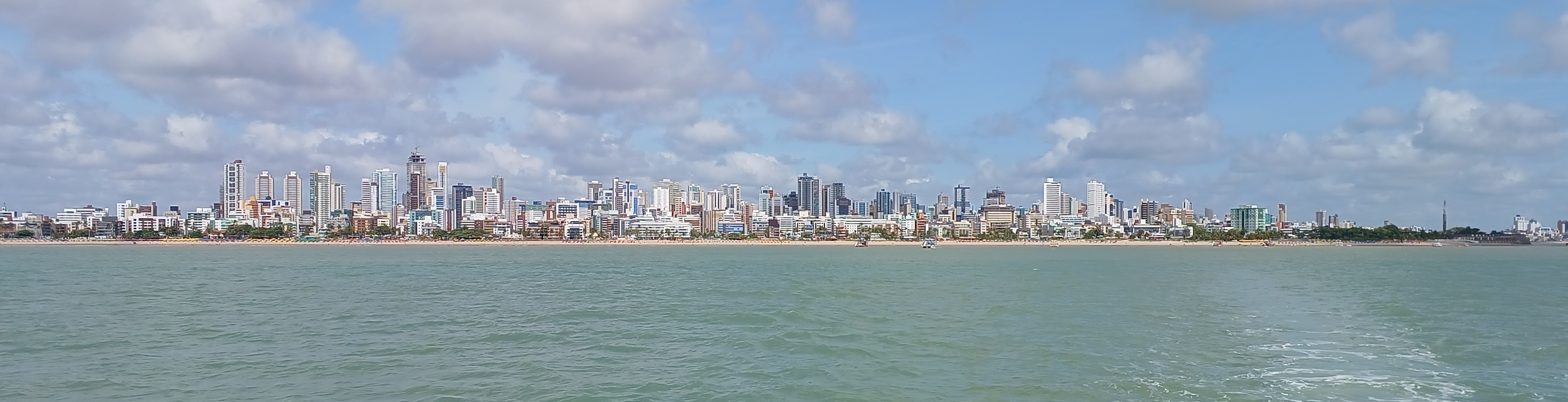
Cabo Branco (balra) és Tambaú (jobbra) a tengerparton
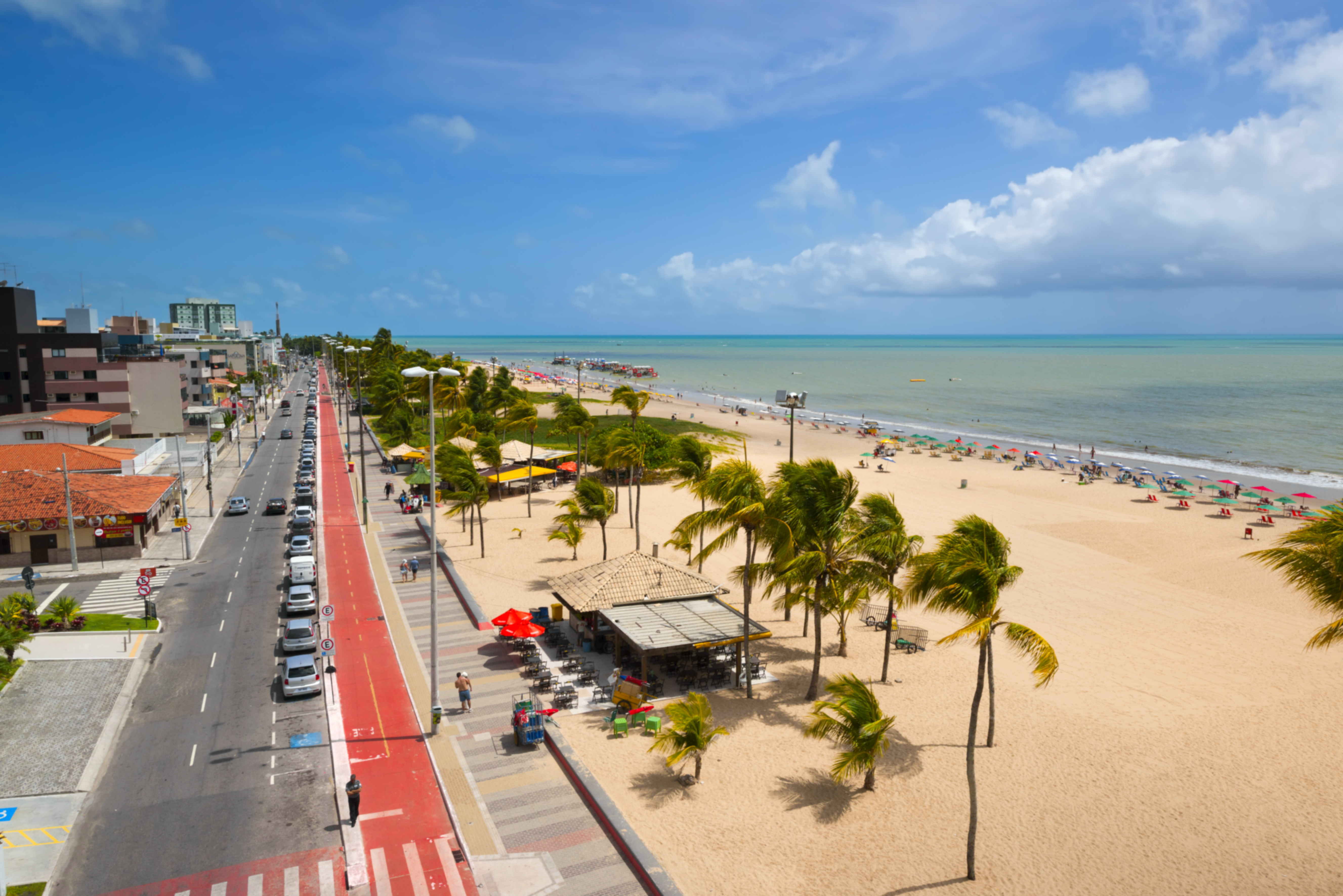
Tambaú
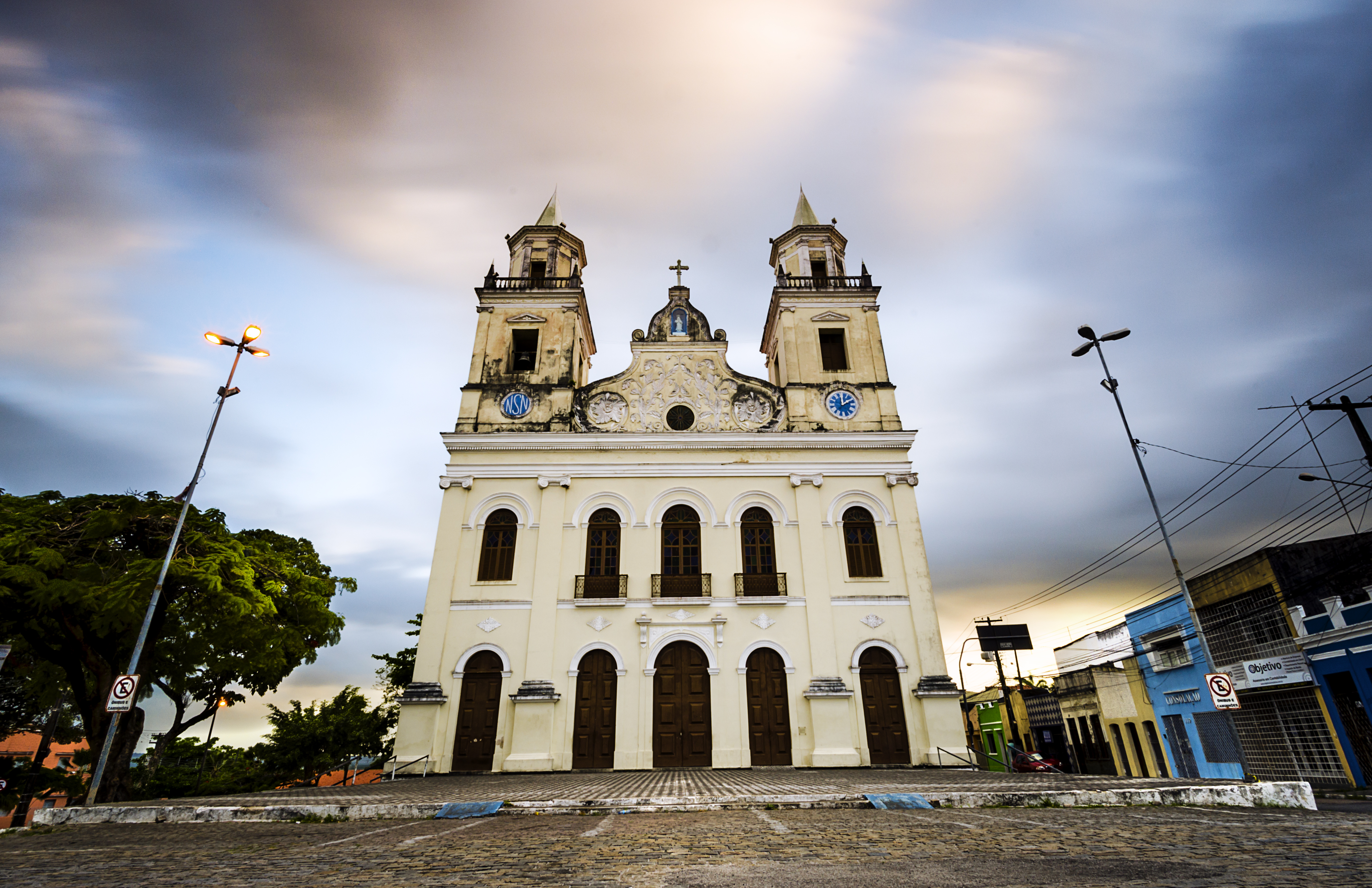
Nossa Senhora das Neves katedrális bazilikája
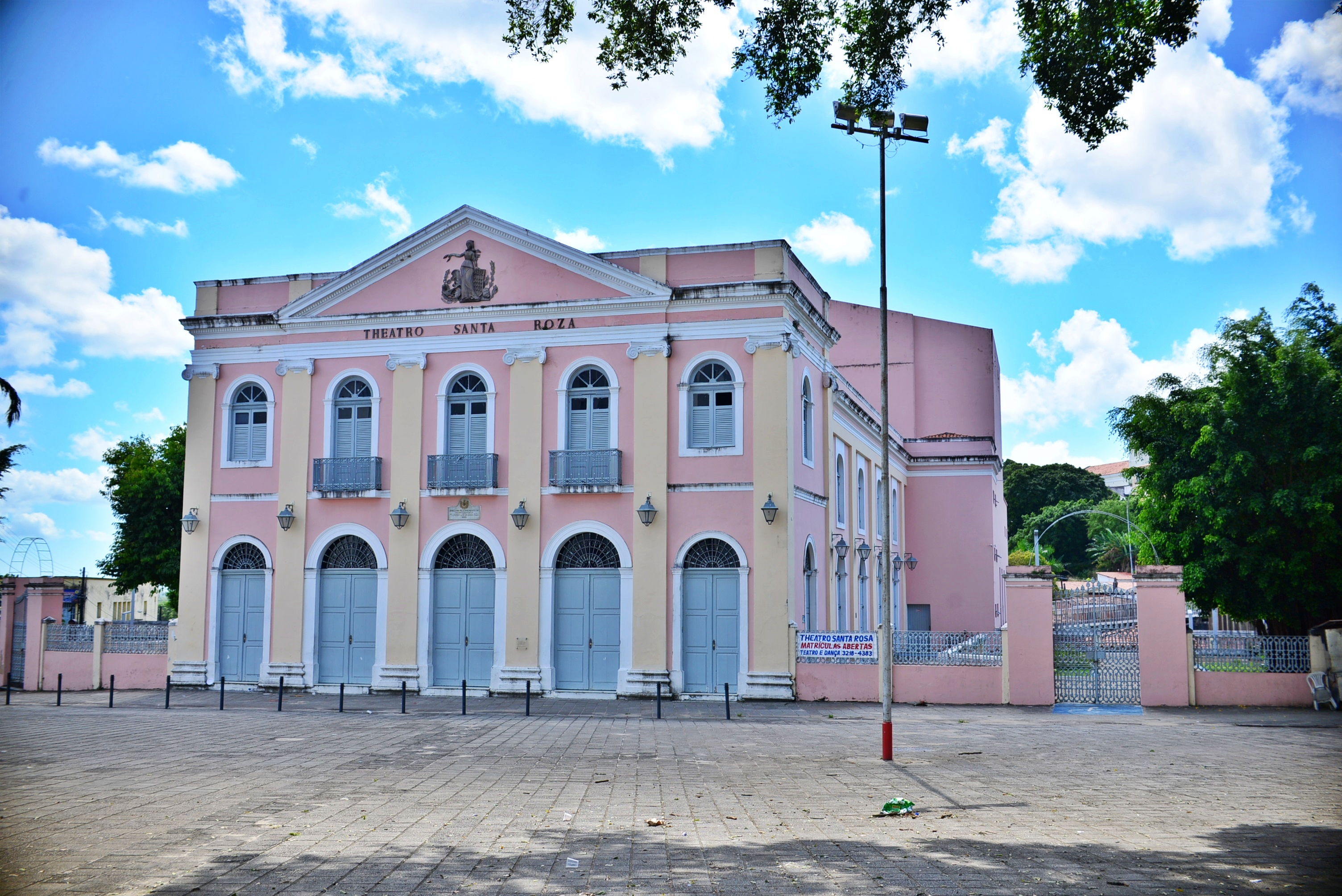
A Santa Rosa színház
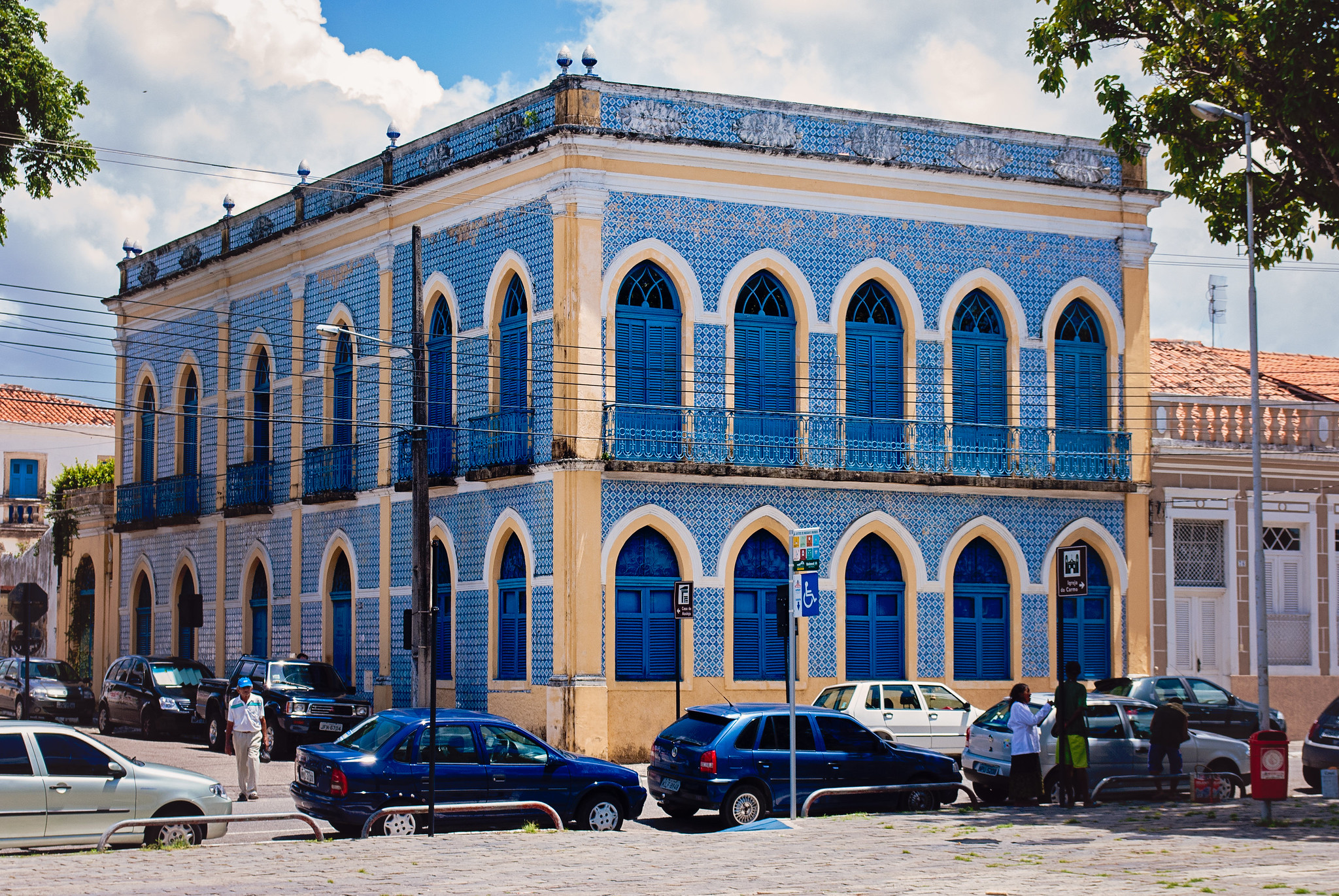
Casarão de Azulejos
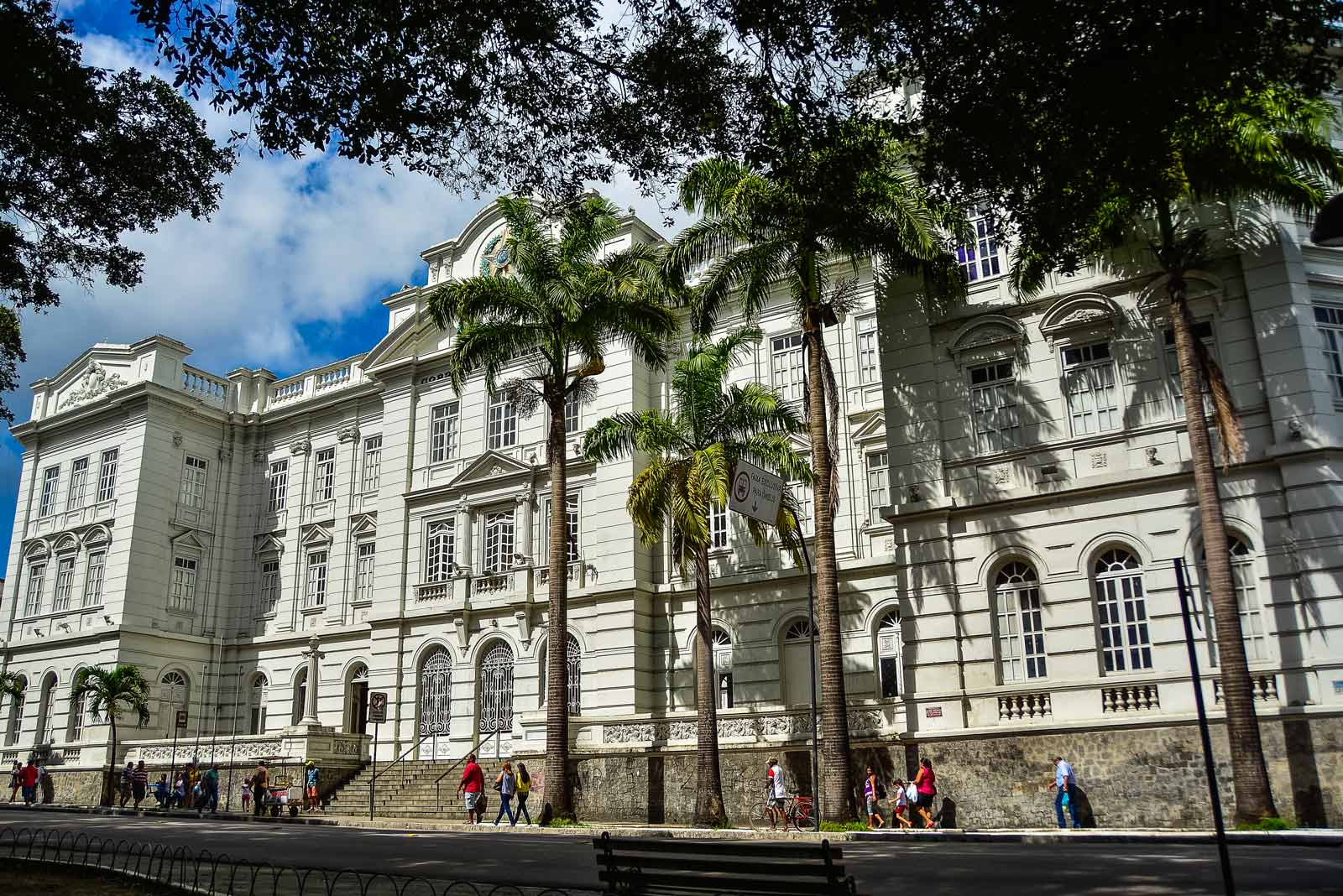
Paço Municipal
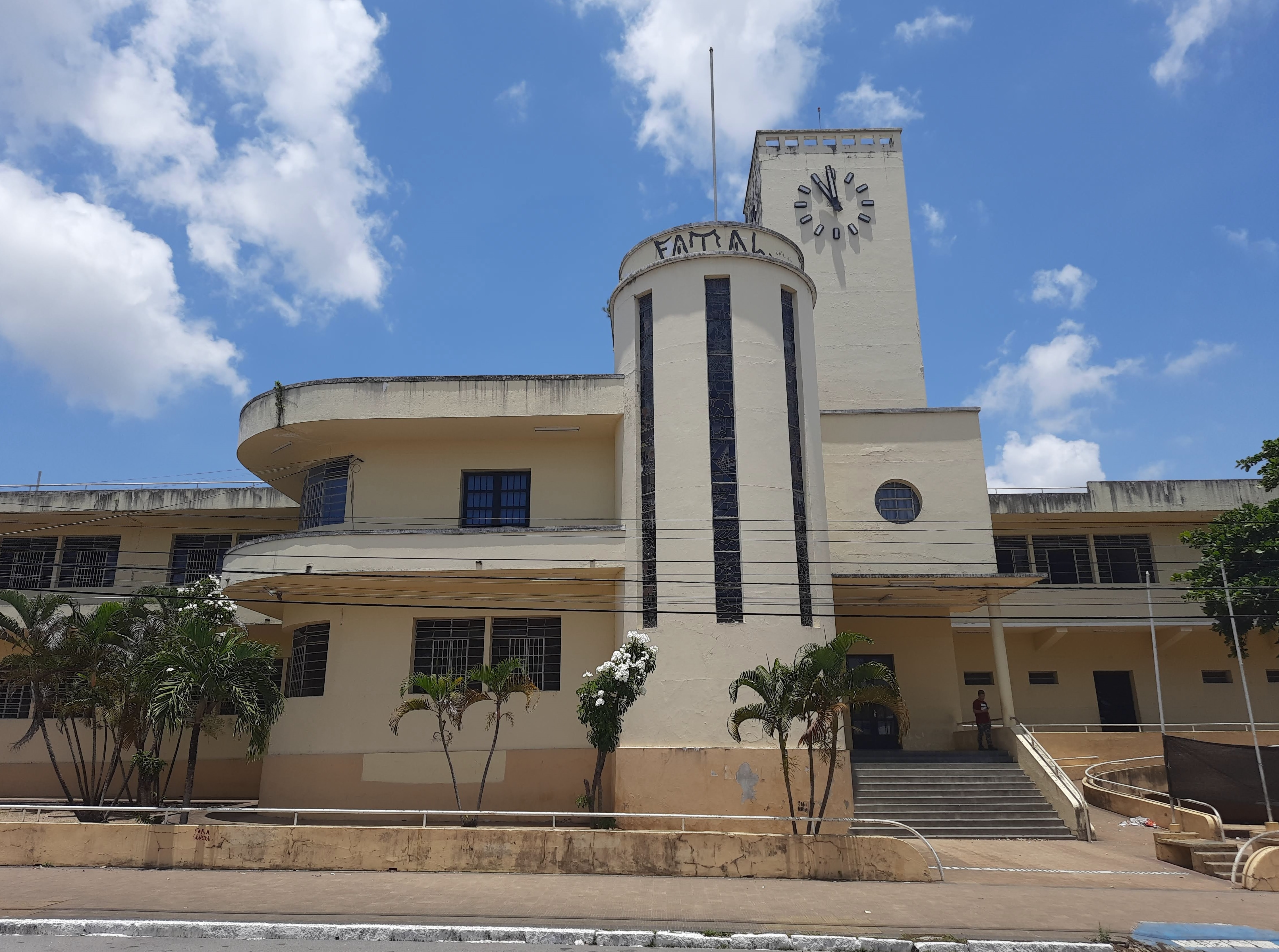
Lyceu Paraibano
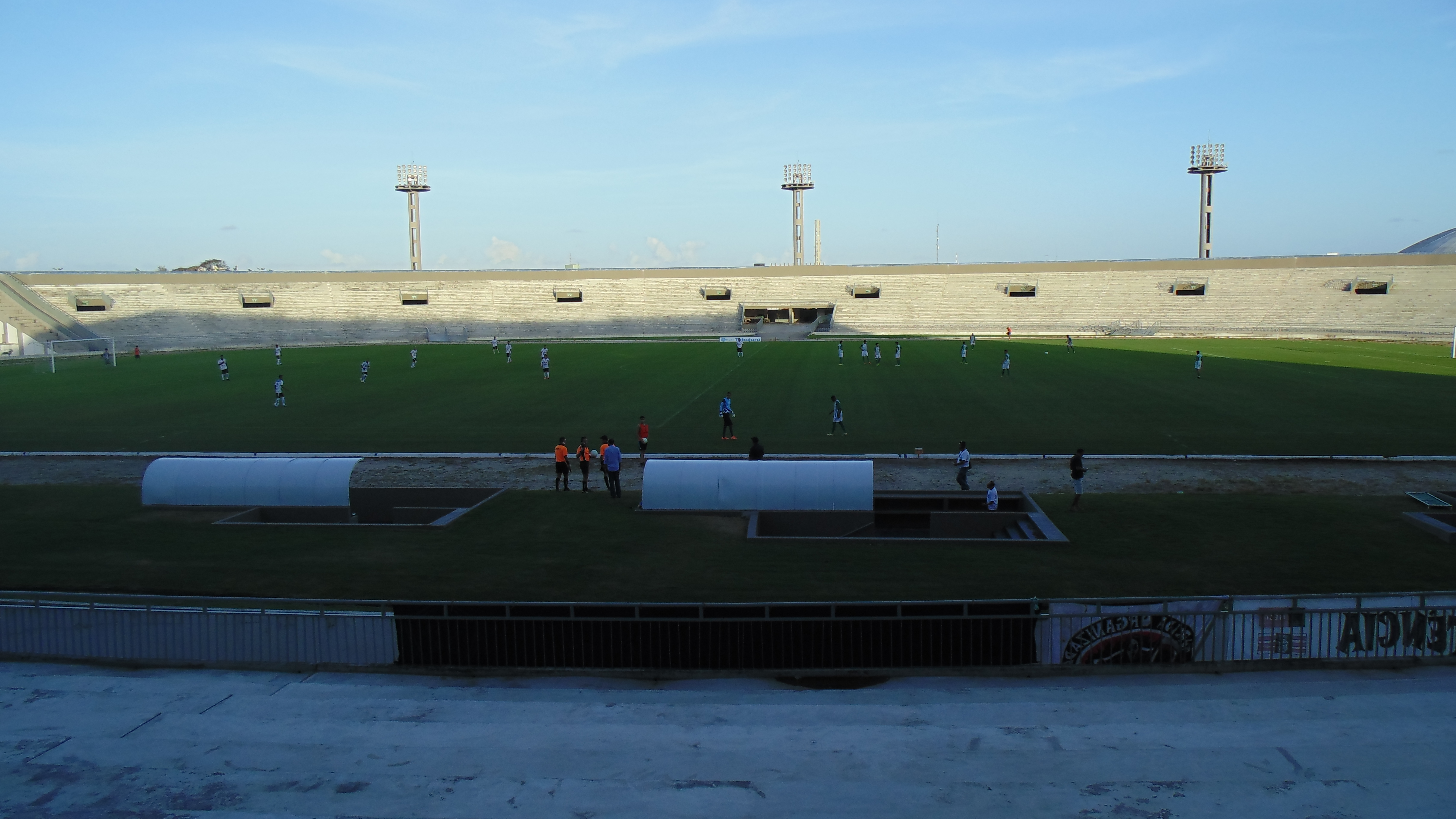
A José Américo de Almeida Filho stadion

## Fordítás
Ez a szócikk részben vagy egészben  a   João Pessoa, Paraíba című angol Wikipédia-szócikk fordításán alapul.  Az eredeti cikk szerkesztőit annak laptörténete sorolja fel. Ez a jelzés csupán a megfogalmazás eredetét és a szerzői jogokat jelzi, nem szolgál a cikkben szereplő információk forrásmegjelöléseként.